# Огюст Пикар (мезоскаф)

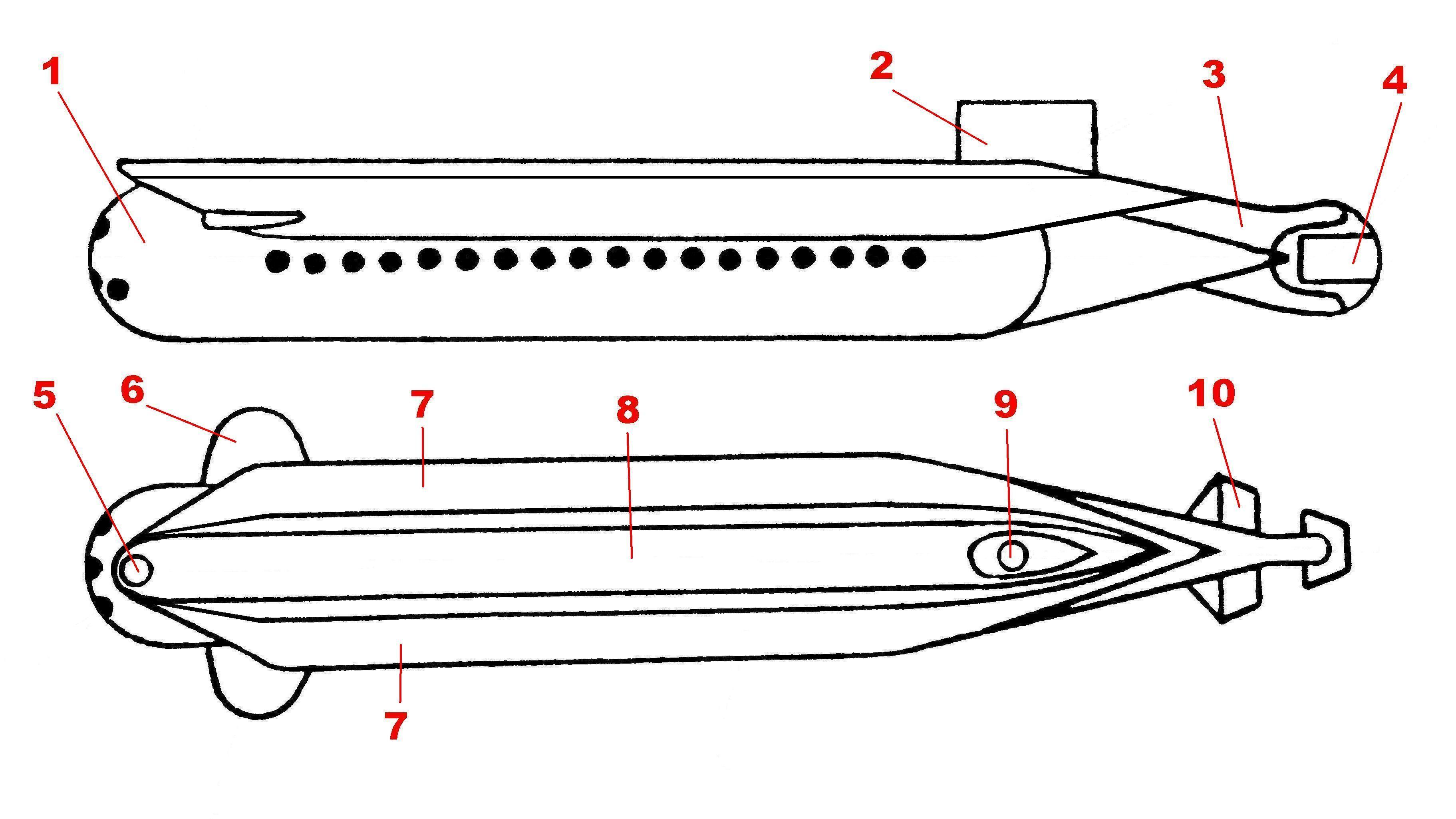
Схема мезоскафа «Огюст Пикар»:
1 — прочный корпус
2 — рубка
3 — вертикальные рули
4 — гребной винт в кольцеобразном обтекателе
5 — носовой люк
6 — носовые горизонтальные рули
7 — були с балластными цистернами
8 — верхняя палуба
9 — кормовой (рубочный) люк
10 — кормовые горизонтальные рули

Мезоска́ф «Огюст Пикар» (Mésoscaphe PX-8 «Auguste Piccard») — первый туристический подводный аппарат, сконструирован
Жаком Пикаром в 1964 году для швейцарской выставки. Назван в честь отца конструктора, выдающегося швейцарского учёного Огюста Пикара.

## История создания
Идея мезоскафа, аппарата для исследования средних глубин, способного зависать в толще воды, была предложена Огюстом Пикаром ещё в 1953 году, но его постройке мешали проблемы с финансированием. Жак Пикар решил использовать для осуществления этой идеи швейцарскую национальную выставку 1964 года. В октябре 1961 он предложил одному из директоров готовящейся выставки построить туристический подводный аппарат для погружения в Женевское озеро в качестве необычного аттракциона выставки. 10 декабря 1962, после многих совещаний, проект был утвержден и конструктору выделены необходимые средства. К тому времени Жак Пикар уже разработал часть основной технической документации, что позволило осуществить постройку за короткий срок. Корпус был изготовлен заводом «Братья Джованьола» в Монте, мостик, балластные цистерны, хвостовая часть — механическим заводом в Веве.
Спуск на воду состоялся 27 февраля 1964 года в Буве, в 20 км от Монте, куда мезоскаф был доставлен по железной дороге. Однако испытания и начало эксплуатации аппарата были задержаны на несколько месяцев, по мнению Жака Пикара, из-за бюрократизма и боязни ответственности в экспертной комиссии, назначенной руководством выставки для принятия мезоскафа. В итоге Жак Пикар был отстранён от дальнейших работ и оказался в роли постороннего наблюдателя. Однако вскоре после открытия выставки, после незначительных доработок, мезоскаф был введён в эксплуатацию. Для его пилотирования была набрана команда из опытных подводников и морских офицеров. Аппарат совершил около 700 погружений на глубину 100 м в Женевское озеро за время работы выставки, а после её закрытия — ещё около 400. Общее число пассажиров мезоскафа превысило 33 000, при этом за всё это время не было ни одного несчастного случая или серьёзного происшествия. Опыт эксплуатации полностью подтвердил надежность и безопасность мезоскафа, а также его отличные технические характеристики. В 1965 году «Огюст Пикар» был продан крупной американской компании, по официальным данным за 100 000 долларов.

## Конструкция
Корпус мезоскафа имеет форму цилиндра, соединенного с полусферической передней частью и вытянутым хвостом. Гребной винт расположен в конце хвостовой части, что позволяет аппарату развивать довольно большую скорость при малой мощности двигателя. Аккумуляторы и электродвигатель постоянного тока расположены внутри корпуса, двигатель соединён с винтом через набивочную коробку, как на большинстве подводных лодок. В нижней части корпуса расположен киль общим весом около 17 т, в верхней части находятся балластные цистерны объёмом 24 м3. Это позволяет мезоскафу сохранять постоянную остойчивость при любых режимах работы. 5 т аварийного балласта в виде железной дроби удерживаются электромагнитами, что обеспечивают экстренное всплытие в случае отказа электрооборудования. Пассажирские кресла расположены вдоль левого и правого борта по 20 в ряд, около каждого имеется иллюминатор. В передней части расположена пилотская кабина с тремя креслами. Управление на поверхности может осуществляться с мостика, для управления служат горизонтальный и вертикальные рули с гидравлическим приводом. В верхней части аппарата находится рубка, которая защищает от попадания воды внутрь при входе и выходе пассажиров.

## Технические характеристики
- Общая длина — 24,4 м
- Диаметр корпуса — 3,15 м
- Полезная нагрузка — 3—9 т
- Толщина корпуса — 38 мм
- Мощность двигателя — 75 л.с.
- Скорость — 6,3 узла
- Запас хода — 200 км при скорости 4 узла
- Количество пассажиров — 40 человек
- Экипаж — 1—3 человека
- Расчётная глубина погружения — 300 м (коэффициент безопасности 5)